# 日本のアナウンサー
日本のアナウンサー（にっぽんのアナウンサー）では、日本の放送局に勤めるアナウンサーについて述べる。

## 概要
アナウンサーとは、放送するマスメディアが、収拾した情報を元に作った原稿を音読して、視聴者へ伝達する者である。放送は最初からこの種の仕事をする人を必要としたため、アナウンサーの歴史は放送の歴史と歩みをともにしている。しかしながらアナウンサーの活動領域は放送の歴史の中でしだいに拡大し、今日ではほとんどあらゆる番組に及び、仕事は多岐にわたる。しかし、書かれた原稿を読み、インタビューをし、またスポーツなどの状況を実況放送として描写する、という基本は変わってない。またいわゆる標準語を正確に、聞きやすく話すという放送初期からのアナウンサーの役割も変わっていない。今日では自然で構えない親しみのあるアナウンスが視聴者に好まれるようになり、個性を売り物にするタレントや、ニュース番組の司会・進行を務めながらコメントもするニュースキャスターとアナウンサーの境目は、はっきりしていない。また仕事の内容面でも、もっぱら書かれた原稿を読むことから、企画、構成への全面的な参加の方向に質的に変化しており、これは世界的にみてもいえることである。
日本の放送メディアで最初のアナウンサーは、ラジオであるが、以降、旧来の放送圏域が広い地上波のラジオやテレビに加えて、ミニFMやイベント放送局やコミュニティ放送、ケーブルテレビや衛星放送、インターネットラジオやインターネットテレビなどが登場し、各々でアナウンサーがいる。
現在の日本のアナウンサーは、特定の放送局に社員として所属するアナウンサー（一般的に「局アナウンサー（略称：局アナ）」と呼ばれる）と、特定の放送局に所属しないフリーアナウンサーの2つに大別される。新卒で採用された組織で勤務する「生え抜き」と中途採用者がいる。アナウンサーの採用情報や求人情報は、各放送局のウェブサイトなどに掲載されている。アナウンサーの採用試験を受けるためには、大卒以上の学歴が必要である。アナウンサーという職種は枠が少ない上に一般人の間で知名度が極端に高く誰でも知っている職業なのでこの職業に就くことを夢見る若者が多く、民放キー局やNHKなどでは数名程度の採用枠に対して数千～数万倍の応募者が殺到する、というような状況になっている。#雇用、#採用
アナウンサーは視聴者からの好感度が重視されるが、ラジオのアナウンサーの場合、声や話し方だけでリスナーから評価されるのに対して、テレビ放送の場合視聴者は画面でアナウンサーの顔を見続けることになるので、テレビのアナウンサーは声や話し方に加えて顔立ち・容姿でも視聴者から好感されることが重視される。
なお、バブル期の1980年代、続く1990年代に、すなわちまだ日本人の人権意識が低く、セクハラという概念が理解されていなかった時代に、民放では視聴率獲得（およびスポンサー獲得）のためにアナウンサーの"タレント化"・"アイドル化"を図るという名目の技法も採用され、果ては女性社員に、アナウンサーとは全然別種の仕事、肌の露出をさせる仕事を強要するような局まであったが（#女子アナウンサーとその背景）、近年では日本でも人権意識がようやく高まり、局や上司が、アナウンサーに対して"性"を前面に出すように強要したり、あるいは断りづらい空気を作り誘導したりすれば裁判沙汰にもなりうるので、アナウンサーの"タレント化"（"タレント化"と称したセクハラ）は控えられる傾向があり、そのように世の中が改善されてきていることに気づかずアナウンサーに対するセクハラを続けるテレビ局は、被害を受けたアナウンサーから週刊誌などに被害状況をリークされるなどしてその社内実態が暴露され、大きな批判を浴びるようになってきた。
なお、2018年にはNHKがAIアナウンサーの「ヨミ子」を導入して地上波ニュース番組に初めて登場させ、最初は女性の声だけだったがその後は男性の声のバージョンも用意し、NHKは次第に人工知能（AI）によるニュース読み上げの質を向上させ、すでに違和感がほぼ無いと言って良い水準にまで達しており、視聴者もそれに慣れ、ニュース番組内でAIに読み上げをさせる頻度が増えてきている。

## 欧米のアナウンサー
欧米ではニュースは記者の取材活動が重要と広く認識され、取材から原稿の作成・編集、読み上げまで一連する作業や、マイクや録音などの音声担当者やカメラマン、ディレクター、アシスタントディレクターなども含めて組織的連携の全ての役割や人物が欠けても番組は成立しない、と広く認識されている。ニュースでマイクやカメラの前で原稿を読む役割を担う職業を、組織的な責任の最後を担う専門的職業の意味を込めた「アンカー」や「ニュース・プレゼンター」と称する概念が重要視されている。
日本は欧米ほどの認識は醸成されておらず、放送で原稿を読む者を単に「アナウンサー」と称している。民放では「アナ」と短縮形で呼ばれることも多い。2018年時点でNHKのアナウンサーはおよそ500人で男性の比率がやや高く、民放は局ごとに傾向が異なる。下記の雇用に詳述がある。

## 歴史
ラジオ放送開始時は経験者や手本になる資料などは存在せず、組織的な研修もできず、新聞記者や編集者から選抜された者が各自で話し言葉のスタイルを模索しつつ遂行した。
日本の放送メディアで最初のアナウンサーは、1925年（大正14年）に後のNHKにあたる東京放送局のラジオ試験送信時に入局した京田武男（東京日日新聞から）、大羽仙外（報知新聞から）で、仮放送開始時さらに2人迎え4人、6月に6月に翠川秋子（後藤新平の推薦）が入局し、日本初の女性アナウンサーとなり、この5人となって愛宕山時代を迎えた。女性アナウンサー翠川に対する当時の局内での風当たりは強く、翠川は「男社会の犠牲になった」という思いを抱き、1年たらずで退社、その9年後に年下の男性と心中したといわれる。
日本初のスポーツ実況中継は、1927年（昭和2年）8月13日の第13回全国中等学校優勝野球大会の札幌一中対青森師範の試合を、社団法人日本放送協会元銀行員の魚谷忠が担当した。
1934年（昭和9年）からは全国的規模でアナウンサーが募集され、養成されるようになった。
1953年（昭和28年）2月1日、テレビ放送が始まる。第一声は志村正順アナウンサーによる局名アナウンスで、続いて当時NHK会長の古垣鐵郎が挨拶した。アナウンスの仕事はラジオの時代に固まったものだが、テレビの登場でこれが大きく変わることになる。
1961年（昭和36年）にNHKを退職して独立して1962年（昭和37年）に民放番組の司会に抜擢された、高橋圭三が日本初のフリーアナウンサーである。

## アナウンサーの主な仕事
「自分の声・言葉」を用い「広く一般に事象を伝達する」ために、アナウンサーは正しい日本語能力を要し、文法・アクセントに加えて放送局が内規する放送用語も順守する。主たる業務を下記する。
- 報道番組や情報番組でニュースなどを正しく伝える。「スタジオ中継」と「現地リポート」の場合がある。
- 各種スポーツの実況中継やリポート。
- 報道対象に対する取材やインタビュー。
- 番組の司会やアシスタント。タレント化が進んで以降は、タレントと同様にパネリストやトークゲストとしての出演も多い。外部（スポーツ新聞等）が呼称するものを除き、NHKは職員にアシスタントの名称をつけない。
- ナレーション（VTRや、スポンサー名読み、番組宣伝広告など）。
- 所属する放送局のプロモーション

上記の「視聴者・聴取者」向けの放送への出演や取材の職務のほか以下のような放送以外の業務もある。
- 番組出演の前打ち合わせと準備（メイクや衣装合わせ、原稿の下読みなど）および反省会。
- ディレクターを兼ねたり、編集作業の一部を担当（地方局やミニ番組では人員的制約によりこの傾向が強い）などの地味な作業もある。
- 放送局関連のイベントの司会。
- 放送局やアナウンサー自身のブログやSNSアカウントの管理。

## 雇用
NHKの全国のアナウンサーの人数は、2018年時点でおよそ500人である。

### 男女比
NHKの正局員における現役アナウンサーは東京本部・地域拠点局を含む地方放送局を問わず、古くから男性の方が女性より比較的多い。
民放の放送局における現役アナウンサーは、かつては性別に分けると男性の方が女性より多いという局が比較的多かったが、2018年現在では性別に分けると一つ目は男性も女性も人数が同数という局、二つ目は女性の方が男性より多いという局が増加傾向にある。また、民放の放送局での現役アナウンサーの性別での伸び率は女性の方が高い。

### 勤務内容
若手を中心に宿直・早番・遅番などの交代勤務があり、早朝や深夜の生放送を担当する場合も含め、勤務時間や生活サイクルが不規則になる例も多い。報道・情報番組は準備のため放送開始2時間前には出勤する必要があるため、早朝番組で生放送する出演者は深夜（2～3時）に自宅を出る（もちろん公共交通機関は一切動いていないので、局差し回しのタクシー、または許可を受けて自家用車で出社。自動車通勤は交通事故の懸念から通常は許されていないが、地方局では通勤のための交通機関がない場合もあり自動車通勤が認められている放送局もある）など、その勤務実態は過酷である。
職務の性格上、勤務は原則として曜日が基準となり祝日も無関係であるが、一般に年に数回程度5日間程度のまとまった休みをとることが認められている。一部放送局では、労働組合との協定で完全週休2日制を強く守っている場合もある。（NHKの地方局ではその傾向が顕著である）社員であるため年次有給休暇も与えられるが、ほとんど消化できないのが現状で、1〜2か月まとめて消化してから退社する若しくは定年退職者は嘱託に移行といった例も多い。正職員アナウンサーが嘱託となって継続雇用される場合でも、同様の例が多い。(シニアスタッフは除く)但し、地方局では嘱託職員は勤務日数が正職員よりも少なくなることも近年では目立っている。さらに、嘱託を過ぎてからの再雇用制度であるシニアスタッフ(基本的には正社員としての雇用期間を満了した60歳以上の職員、場合によっては70歳以上の職員。NHKにおいては定年時に嘱託になるかシニアスタッフになるか選ぶことができるようになっている)においては、東京本部においても、多くても勤務日数は週4日程度に抑えられている。東京本部においては、中には週1日や週2日の勤務をしているシニアスタッフも極僅かではあるが存在している。地方局では週4日や週3日勤務が基本であるなど、近年では定年退職者を中心に柔軟な働き方も見られるようになっている。しかし、正職員の働き方は今現在でも過酷であり、改善はあまり進んでいない現状がある。正職員在職中に生命に関わるレベルの大きな病気、怪我をした場合や、それ以外でも加療静養が必要な病気に正職員が罹患し、長期間に渡り休職や休養が必要となる事が認められた場合、優先的に治療を受けることが出来る。その場合、東京や大阪等の大規模局、基幹局、地方局問わず、一時的にアナウンサーを急遽異動させる、契約キャスターを定時ニュースに担当させる頻度を増やす等の対応を取り、人員を確保している。
地方局の場合はスタッフの人員が少ないため、アナウンサーであっても報道記者やディレクターなどの裏方仕事を兼務する例が少なくなく、支局駐在となる例もある。

### 職場環境・福利厚生
局アナウンサーは、編成部門のアナウンス部あるいは放送部などに属している。労働条件については正社員のほか、契約社員として勤務している者もいる。局アナウンサーは「社員」なので、基本的に局内に机もあり、仮眠室・食堂・ネットワーク・保険など社内の施設・福利厚生を利用できる。

### 様々な雇用関係
放送局の正社員・契約社員として所属している者のほか、芸能事務所・制作会社からの派遣社員も存在する。在京キー局ではTBSのTBSニュースバードのキャスターや、TBS954情報キャスター（ラジオのみの出演）などが派遣社員でほぼ派遣先の放送局の専属出演する。TBSの場合、これらのキャスターは地上波放送への出演は少なく、それぞれCS放送やラジオへの出演が中心となる。局によっては「リポーター」「パーソナリティ」と称する。なお、ラジオ局の場合は中継車の運転やディレクター業務などアナウンス業務以外の業務も担うことがある。
フジテレビは、かつて「専属リポーター・司会者募集」の名目でアナウンサーを募集していた。これは当時同局に存在していた「労組・第二労組」の2組織に対し、創業者の鹿内信隆が、組合所属のアナウンサーをそのまま“アナウンサー”と呼び、第二組合の所属者を“リポーター”（正式名は「報道局解説放送室付リポーター」）や「司会者」と呼んで差別化を図っていた、いわゆる会社の内紛に起因した事象である。どちらも業務内容は全く同じで、これがアナウンサー採用試験と知らずに受験した者もいた程だった。田丸美寿々や辛坊治郎らもその一員とされる。辛坊はこの事実を知りフジテレビに入社せず、読売テレビに入社した。
GyaOは「ギャオーディション」というオーディション番組でアナウンサーを募集した。これはGyaOでのアナウンス業務をはじめ、ドラマ・バラエティ・映画など、自社媒体の番組へ出演する者の公募であり、GyaOを運営していたUSENの社員としての募集ではないので、一般にいわれる局アナウンサーとは意味が異なる。

### 契約アナウンサー
契約局員 (NHK) ・契約社員（民放など）は「契約アナウンサー」と呼ばれる。人件費削減の波を受け増加傾向にあるが、契約社員の直接雇用等、今後の課題が多く残されている。
契約アナウンサーは女性に多く、男性では少ない。
NHKは多くの場合、女性アナウンサーの事例にあてはまる。職員・契約を合わせたアナウンサーのうち、女性は職員アナウンサーが少なく、配属されていない地方放送局もある。そのため、各放送局が個別で契約アナウンサーを採用する例が比較的多い。
芸能事務所（東京・地方を問わず）に所属している放送局の契約アナウンサーも少なからず存在している。
契約アナウンサーをキャスターまたはリポーターと称している。そこからNHKの正職員・局アナウンサーとなったのは、現在までのところ森田美由紀と荒木美和の2人のみであり、非常に狭き門となっている。
民放ローカル局を中心に契約社員を採用する局が増加しており、非正規雇用がアナウンサーの分野にも広がっている。

### フリーアナウンサー
この場合の「フリー」は、放送局と直接の雇用関係がないことを指す。完全なフリーランスでなく、人材派遣事務所や芸能事務所などに所属している者もこう呼ばれる。
局アナとフリーアナウンサーの仕事内容に実質的な違いはないが、雇用形態に大きな差がある。局アナは社員・職員としての給与と仕事の供与、労働三権が保証されている代わりに、社命である業務や異動を基本的に断れない。勤務地が大きく変わることはないが、別の分野を担当させられる。要は局アナは「会社員」（NHKのみ「団体職員」）であり、その権利と同時に組織の一員としての義務を負い、局の方針に反することはできない。一方、フリーアナウンサーは、雇用契約の契約書の形式や内容が異なり、仕事内容が明記・限定された形で契約書に署名する（つまりその特定の仕事限定、端的に言えば、特定の番組限定で出演する契約を結ぶ）。仕事の契約は、事務所や知り合いの紹介、オーディションなどを通じ自ら競争を勝ち抜いて獲得する必要があるが、別の角度から言えば、嫌な仕事に関しては契約を結ばなければよいので「仕事の内容を選ぶことができる」とも言える。逆に言うと、仕事内容や契約相手の局は選べるかわりに、どの局からも相手にしてもらえず、全く仕事が無い状態になり無収入になってしまう可能性もある、とも言える。つまりテレビ局の側にも、多数のフリーアナウンサーの中から自局に都合のいい人を選ぶ自由があり、契約を結ばない自由がある。
フリーになる人の動機はさまざまである。そもそも最初から局アナの道を選ばず、フリーアナウンサーとして活動している人々もかなりの数いる。別業種からの転職者もいる。局アナがその局の番組に出演して獲得した知名度を活用してフリーになる場合もある。「自分を試したい・仕事の幅を広げたい」という理由を挙げる人、つまり他局でフリーでならばもっと違う仕事で実力を発揮できるはず、と感じるからフリーを選ぶ者もいる。もっと違う理由で、たとえばテレビ局が報道らしい報道を行っておらず権力者におもねったような腐った報道をするばかりで、おまけにテレビ局のプロデューサーがスタッフやアナウンサーに対してセクハラを連発していて、そういう問題だらけのテレビ局にうんざりして、別の局で仕事をするためにフリーになる場合もある。
フリーになった後の報酬の額は、一種の「運」や、自身のアナウンサーとしての実力、自身の世渡り術、そして外部の諸要因という大きな要素群など、さまざまな要因が影響する。成功できると思って退社してフリーになった途端に病気に罹ってしまい、無収入になってしまう場合もある。また、基本的にはフリーアナウンサーは事務所に所属はしていたとしても実際には個人事業主として扱われることがほとんどであり、厚生年金には加入出来ない場合が多い。年齢が年金受給年齢に到達していない場合、年金の受給ができない為、病気の回復が遅れたり、仕事が得られないと長期間に渡って無収入に陥るケースも散見される。自分には実力があると信じ高収入を得られると期待してフリーになっても、ふたを開けてみたらほとんど仕事が得られず、収入が大幅減となってしまい、後になって自己評価と他者評価に大きな乖離があったことに気付かされる場合もある。運にも恵まれ、外部要因にも恵まれ、かつアナウンサーの実力もあり、世渡り術にもたけている場合は、フリーアナウンサーになることで局アナよりも高額の収入を得られる例もある。仕事のミスに対する批判や視聴率の評価は、局アナウンサー以上にシビアであるとされる。（野球チームが雇う「助っ人外人」のように）即戦力扱いで実際に高視聴率という結果が出た場合は「便利なコマ」として扱かってもらえて高報酬を払ってもらえる可能性が高いが、一旦、何かの拍子に視聴率低迷や本人の不用意な発言、不祥事などが起きると、実力不足などと判断され、番組プロデューサーから簡単に見切られがちで、つまり一種の「使い捨てのコマ」扱いで、単純に契約解除となり、局アナ（正社員）のような「セーフティネット」は無く、他番組の仕事をあてがってもらえるわけでもなく、他部門に所属する形で給料を支払ってくれるわけもなく、仕事も無くなり無収入になってしまう可能性もかなりある。つまり局アナからフリーアナウンサーになることは、わかりやすく言うと一種の《賭け》であり、博打（ばくち）を行うような状態、「イチかバチか」の状態になる。そんなわけで、フリーになると決め辞表を提出した時は平気だったのに、いざ退社の時期が迫って自身の境遇が変化することをひしひしと感じ始めると悪夢を見たり、辞めてしまった後になっても、辞表を出したこととか辞めたこととか全部ナシにならないかな…と思ったり、もう今さらしょうがない、と思うなどして、長期間気持が揺れ続ける者もいる。
なお、局アナが所属局を退職してフリーアナウンサーに転身する場合、古巣局への義理立ての意味もあり、フリー転身直後は一定期間他局への出演を控えるという慣例がある。明確に一定期間他局に出演しないと古巣局と取り決めを持つ場合もある。系列局制作番組や企業のコマーシャルへの出演はフリー転身直後でも可能の場合あり。
その一方で、大塚範一、小倉智昭、露木茂、羽鳥慎一、武田真一のようにフリー転身の翌月から他局でレギュラー番組を持つという例外もある。特に羽鳥は日本テレビ退職の数日後にテレビ朝日でレギュラーでの冠番組を開始させた。この時は日本テレビ・テレビ朝日両社上層部との話し合いがあったという。羽鳥のこの離れ業でフリー転身後の身でも他局からの仕事を他のフリーアナウンサーが請けやすくなったという向きもある。また、一時期の三雲孝江、小宮悦子、高島彩、藤井貴彦、ラジオ局の元アナウンサーなどのように、フリー転身後も他局ではほとんど仕事をせず、古巣の局の制作番組にしかほぼ出演しないという者も存在する。なお、羽鳥は退職後にレギュラー番組を持ったテレビ朝日系と古巣である日本テレビ系の制作番組にしかほぼ出演していない。
NHKアナウンサーがフリーとなる場合、初めのうちは民放局と専属契約を結び、軌道に乗ったら完全フリーに、という傾向が多い。羽佐間正雄、久保純子のようにNHK退職直後にNHKと専属契約した者もいる。ただし、専属契約となる形でのフリーだけではなく、在京キー局や在阪準キー局への移籍というパターンもある。

### 採用
新卒採用の場合、4年制大学卒業を必須としている局がほとんど（地方局では短期大学卒業者を採用対象とするところもある）で、さらに募集要領には年齢制限、留年制限を設けているところが圧倒的に多い。また、大学のコースは文系・理系は関係無く採用対象となる。また、NHKのみ毎月のNHK受信料を払っている事も条件である。また総務、制作などの部門とは採用枠が別に設けられていることも多い。前述の通り非常に人気の高い職種であるため、その競争率は非常に高くキー局アナウンサー試験の倍率は芸能オーディションの倍率をも凌駕する倍率である。居住地や出身地以外、さながら日本全国の放送局に対し応募書類を送ることも珍しくはなく、面接の度に日本全国を行脚する志望者もいる。学生時代にアルバイトでアナウンサーやリポーターの経験を積むか、アナウンススクールで指導を受けた方が有利であるとされる。
採用試験（面接試験を含む）では正しい日本語が話せるか、好印象を与える雰囲気・容姿を持つか、とっさの機転が利くかなどが重視される。語学やスポーツといった、業務に活かせる得意分野が求められる場合もある。
入社後は、数か月間の研修の後、短時間のナレーションや提供読み、スポットニュースのような難易度の低いとされる業務に就き、多くの場合、入社後半年から1年でレギュラー番組出演となる。初めての生放送出演は「初鳴き」と呼ばれることもある。稀に、研修と並行して4月の入社時からレギュラー番組を獲得する例もある。こういった例は人員の少ないローカル局がほとんどだったが、後にキー局でも見受けられるようになった。放送局などが直接運営するアナウンサースクールを実質研修の場と捉えていることがある。また災害対策基本法指定公共機関に指定されているNHKでは、深夜のニュースの放送終了後、全職員を対象にした災害発生時（特に緊急地震速報・津波警報発令時）の緊急報道訓練をほぼ毎日実施しており、アナウンス部所属局員もその訓練を受ける。
非大都市圏の放送局を中心に、コストダウンのため、新卒採用であっても正社員としてではなく、期間を区切った契約職として採用する事例が増えつつある。これらの場合、契約満了時に解雇するか、それとも契約延長または正社員転換で残留させるかは、それぞれの放送局の判断に委ねられている。
2001年10月1日にTBS（現・TBSホールディングス）がラジオ部門を分社化させたのを皮切りに、認定放送持株会社移行を含むラジオ・テレビ部門の分社化が相次いでいる。分社化したテレビ・ラジオ各局のアナウンサー募集・採用は人件費削減の観点からテレビ局側が行っており、ラジオ局に「アナウンサーの派遣業務」としてアナウンス業務を行っている。さらに、ラジオ局の送信所保守管理も経費削減の観点からテレビ局に委託している。

### 異動・転勤・昇進
多くの放送局では、アナウンサーは専門職とされるため、業務内容が大幅に異なる部署への異動になることは少ない。ただし、業務内容が近い報道記者への異動や解説委員就任、国内外の拠点への異動、本人の強い希望がある場合の異動もある。また、報道記者に転出しても主にワイドニュースなどニュースキャスターとして出演を継続する元アナウンサーもいる。地方局の一部ではアナウンサーの肩書きを残したままで報道記者兼任という場合もある。また少なくなってはいるものの、放送局を新規に立ち上げる際、所属予定の系列局もしくは立地地域の既存の放送局から新設局のアナウンス部門の指導員として出向する例もある。
従来は異動の少ない業種だったため、一般部署への配置転換が否定的に報じられる事もある。しかし2000年代頃より、アナウンサー個人のスキャンダルに対する一種の懲罰や、テレビ放送の完全デジタル化による負担増に伴う人件費抑制策などで人事異動を全社規模化する放送局が増えており、アナウンス業務から外される事例は珍しくなくなっている。
NHKの女性職員アナウンサーも以前は東京本部（渋谷）に転勤になるとほとんど動かない例が圧倒的だったが、2010年代に入ると40歳代以上は管理職として、30歳代については男性局員との格差是正を主眼として、渋谷から強制的に転勤させる例が急増している。2011年には、年度替わりに30歳前後の2人が渋谷から出されたほか、6月24日付の幹部級人事では一気に5人が地域放送局のアナウンス統括職に起用され渋谷から転出、1人が渋谷内部で配置転換となった。NHKの男性局員は全国各地を転々とするのが普通で、管理職クラスでも例外はなく、2021年には武田真一が、2023年には高瀬耕造が大阪局に転勤している。その途中、人事でアナウンス部門から離れることも珍しくない。入局以来、渋谷で働いた経験がないという事例も少なくないほか、渋谷で長く残れる者もほんの一握りである。中にはその地方の土地柄や環境などを気に入り、家まで建ててその地方局に継続的に、または職歴の大半において在籍するアナウンサーも極く僅かではあるが存在する。NHKでは盛岡局の上原康樹（現・岩手県議会議員）、佐賀局の三上たつ次など。
鈴木史朗（当時TBS）のように別部署に異動していた元アナウンサーが復帰する例があるほか、報道記者が転身する例もある。対して、他部署から新たにアナウンサーになる例は、1980-90年代のテレビ東京などに見られる程度で少ない。また、アナウンス部以外の部署に所属していても番組出演機会がある場合、「アナウンサー」の名称を用いる例もある。
キャリアを重ねて管理職や役員待遇になると「チーフアナウンサー」や「エグゼクティブアナウンサー」の肩書きを持つ例が多い（主にNHK）。管理職もしくはベテランアナウンサーとなると、後輩の指導を行うほか、部内のアナウンサーのスケジュール管理業務や経営・企画会議の参加が増えるため、番組出演がやや少なくなる傾向にある。ただし、労働争議によるストライキで組合員である若手アナウンサーが出演を見合わせた場合、彼らの代役として主に生放送番組に出演する例もある。主にスポットニュースやワイドニュースが該当する。ただし番組によってはワールドビジネスサテライトのように、元々担当しているフリー契約のアナウンサーやナレーターのみで乗り切る例もあれば、補いきれない場合は管理職のアナウンサーが出演する。ただ局によってテレビ東京のように人員が少なく補いきれないこともあり、その場合は同じ局で出演している同種番組のフリーアナウンサーが担当することもある。
アナウンサー現職のままの役員就任は、2003年に朝日放送取締役に就任した道上洋三（2007年に退任、現：常勤顧問）などの例はあるものの稀で、アナウンサー経験者の役員の多くは他部署への異動後に就任している。
仕事を求めて別の局へ移籍する例もある。地方局は契約社員であるなど身分が不安定なこともあってとくに多く、3社以上を渡り歩く者もいる。中途採用は経験者がほとんどであるが、異業種からの転職も見られる。

### 退職、他局への転職、フリー転身など
地方局を中心に複数の放送局に在籍している（していた）局のアナウンサーは多く存在している。また、1つの放送局の在籍期間は放送局を移籍した2局目か2局目以降に在籍した期間が最初に在籍した放送局よりも長いと言う例も多い。

## 様々なアナウンサー

### スポーツアナウンサー
該当者はCategory:スポーツアナウンサーを参照。スポーツ中継の実況担当は男性アナウンサーが務めることが圧倒的に多い。
中立且つ冷静な放送が求められるアナウンス職にあって、自らの興奮や感動をストレートに表現することが許される分野で、野球のホームランシーンなどを大声で伝える「絶叫型」アナウンスがある。しかし、これを良しとしない意見もあり、視聴者・聴取者（リスナー）の好みによる所が大きい。また、世相や試合状況にアナウンサーが応えられるかにもよる。
1936年のベルリンオリンピックで、水泳女子の前畑秀子が金メダルを獲得した際、ラジオ中継を担当していた河西三省は、激しいデッドヒートを受けて「前畑頑張れ!前畑頑張れ!」と38回連呼し、日本中に感動と興奮を伝えた。
一方で、2000年9月14日のシドニーオリンピック、サッカー日本代表の試合で得点の際「ゴール!」を20回以上（最大29回）叫んだ日本テレビの船越雅史（後にアナウンス職から離脱）の実況には多くの批判・抗議が寄せられた。

### ご当地アナウンサー
そもそも使用例が少ないが、特に三大都市圏以外の道県において、放送局の放送圏域内で生まれ育って、同局でアナウンサーとして活動する者を指すが、単に「地元の放送局所属のアナウンサー」という使用例もある。
NHKは全国組織であるため、基本的に一定年数同じ地域に勤務した場合は、他の地域へ転勤となる。このため、出身地で勤務できる可能性はそれほど高くない。しかし逆に地元勤務となった場合には、そのことを最大限に利用して地域社会に貢献することができる。近年各放送局の役割再強化を図っているNHKにおいては、ご当地アナウンサーは重要な戦力となる。
富山放送局では、山田重光が福岡放送局を一旦離れてUターンして以降、アナウンスを統括する放送部副部長が3代続けて富山県出身者となっている。隣の新潟放送局では、2009年8月の時点で6人いるアナウンサーの半分が新潟県出身者だった（後に転勤で1人出て2人に）。拠点局ではない一般放送局でこうした事例はまれである。山形放送局では、柴田徹がUターン後、山形弁でふるさとを語るバラエティ番組『今夜はなまらナイト』を立ち上げ、今や全国にファンを有する。拠点局でも、名古屋放送局には単身赴任者を含め愛知県出身者が多く在籍している。
民放はNHKと異なり、特定地域だけをエリアとする。「キー局」と呼ばれる在京局も、本来は東京都または関東のローカル局であり、NHK以上に地域に根差した活動を行っている。
民放の中には、法令改正で差別的雇用が禁じられるまで、アナウンサーの採用にあたって、その放送局が所在する都道府県の出身者に限るという条件を付ける場合があった。
サガテレビは、少なくとも1990年代までは正社員としてのアナウンサー採用を佐賀県出身者に限っていた。県外出身者については、あくまでもニュース番組のアシスタントとしての扱いだった。後に女性アナウンサーを中心に契約職採用中心に切り替えたため、こうした制限はなくなった。正社員アナウンサーは公式サイトに全員入社年が記されており、2010年に花田百合奈が初の県外出身正社員アナウンサーとして入るまで全員が佐賀県出身者だった。
テレビ大分は、現在でもアナウンサーの採用を大分県出身者に限っている模様である。ただし県外出身者ではあるが、一般職で入社した後に人事異動でアナウンサーに転じた田辺智彦のような例はある。また、大分育ちではあっても出生地は県外である小笠原正典は、アナウンサープロフィールの「出身地」欄にあえて出生地のほうを載せている。

### 女子アナウンサーとその背景
女子アナウンサーは、通称「女子アナ」として、その「タレント化」が顕著であるとされる者を特に指し、揶揄的に用いられる場合がある。特に民放、中でも東京キー局では「タレント化」の傾向が極めて著しい。
1980年代後半以降に採用された女子アナウンサーの大半が、俗に言う「ブランド大学」（東京六大学や関関同立など）の出身であり、またミス・コンテストの準グランプリやミスキャンパスに選出された経歴を持つ者も少なくない。また、業務上必要なアナウンス技術よりも、容姿を優先したり、誤読やトチリなど本来は許されないはずのミスを視聴率獲得のため珍重した結果、芸能人さながらの扱いを受ける例が多いと見る向きもある。さらに2000年代以降は平井理央、紺野あさ美、宮澤智、斎藤ちはる、市來玲奈など元アイドルが女子アナとなる事例が見られる。
「下手な芸能人を使うより、自局の女子アナを起用した方が視聴者受けがよく、しかも安価」と彼女らを「商品化」するのは、「とにかく視聴率ありき」という商業主義の民放テレビ局の姿勢も大きいと見られる。また、女子アナにコスプレをさせることも多い。
その結果、キャリアを積み、「読みの技術」が高まった中堅アナウンサーを、「若い方が良い」、「バラエティ番組で使いづらい」との理由で冷遇する傾向があり、これは「女子アナ30歳定年（限界）説」なる言葉をも生んでいる。ただ、NHKでは女性であっても入局後数年間は東京・渋谷以外の地方局に配属してアナウンサーとしての技量を磨きキャリアを積ませるという方針があり、「若さ」や「鮮度」よりもアナウンサーという「職業」として求められる技量を重視する傾向が強いので、民放とは全く事情が異なる。そのため、NHKでは逆に30歳を過ぎた中堅局員（和久田麻由子局員など）が重用される例が多い。
民放では「売れっ子」女子アナウンサーはその多くが20歳代で、30歳前後の年齢を一つの転機と見るのは一般的なOLと同じである。さらに「見られる職業」の最たるものであるため、その「鮮度」が露骨に求められ、30歳頃までに人気や実力を確立できなかった者は、容赦なく裏方に配置替えされ、次々に姿を消していく。「女子アナ30歳定年（限界）説」はこういった事象を背景にしており、女子アナウンサー本人がこれに言及している例もある。フジテレビジョンは1969年まで、女子社員にのみ25歳定年制を敷いていた。
女子アナは男性プロデューサーやバラエティ番組で共演する男性タレントからセクシャルハラスメントを受けることが多くあるほか、局の幹部から接待の相手役に駆り出されることも多い（中居正広・フジテレビ問題）。これらの行為にも女子アナは番組キャスティング権を持つ重役からの命令であるため、否定できないという。女子アナがフリー転身を決断する背景にはこの風潮も一因であるとの見方もある。

#### 女子アナウンサーの系譜
「男女雇用機会均等法」（1985年制定、1986年4月施行）のない時代、女性アナウンサーの担当する分野は、料理、育児、手芸、ペットなど、業界で言う「暇ネタ」「ヤワネタ」や、天気予報、インタビューの聞き手などが主だった。「女の声でニュースを読んだって信憑性がない」などと言われ、女性アナウンサーはニュース番組に起用された場合でも、あくまで男性アナウンサーのアシスタント、黒子という位置付けであった。1975年にフジテレビに契約社員として入職した田丸美寿々の最初の仕事は"お茶汲み業務"で、男性社員一人一人のお茶の好みを全部覚えることだったという。
今日のようにタレント並みに注目を浴びる女子アナウンサーにつながる系譜は、フジテレビ入社以降、同局初の女性キャスターとなった後、女子アナウンサー史上初のスキャンダルを起こしたその田丸美寿々や、1978年NHKに入局し『TVガイド』の表紙を飾ったり、民放への大型移籍や玉の輿婚が話題になった頼近美津子を端緒とされることが多い。知的で色気や美貌を兼ね備えた田丸や頼近の活躍により、日陰の身だった女子アナに光が差し込み、市民権を得ていった。また1980年代前半のフジテレビアナウンサーによる当時は異例だったコント色の強いバラエティ番組への参加が、「女子アナブーム」へとつながっていく。田丸美寿々は「ちょうど80年代に男女雇用機会均等法に合わせて女性たちもどんどん職場に進出していきました。社会が女性を無視できなくなった。最初は組織も企業も、女性を最前線で使うことがファッションでした。女性初の管理職、女性初の判事、憲政史上初の女性党首、女性初の官房長官とか、政治も企業も女性初を売りものにしていました。女性をある地位に就けることはファッションであり、トレンドでもあった」などと述べている。1977年入社の益田由美は『なるほど!ザ・ワールド』で体を張ったリポートで、「ひょうきん由美」と呼ばれ親しまれた。1980年入社の山村美智子、1984年入社の寺田理恵子、1985年入社の長野智子は、『オレたちひょうきん族』に出演し、「ひょうきんアナウンサー」とも称され、女子アナタレント化を加速させた。フジテレビは『笑っていいとも！』などのバラエティ番組に女子アナを積極的に起用し、女子アナを育て、"アイドル女子アナ"というフォーマットを形作る。1985年入社の有賀さつき、河野景子、八木亜希子は「花の3人娘」と呼ばれ、フジによる女子アナブームは、最高潮を迎える。同年入社の日本テレビ・永井美奈子、関谷亜矢子らから、女子アナには容姿と出演者とトークを繰り広げられる機転が求められるようになった。またTBSでも1994年入社の進藤晶子が『ランク王国』の初代司会を務め、『美少女戦士セーラームーン』のコスプレをした番組特製テレホンカードを抽選でプレゼントするなど、各局がそれぞれのコンセプトで“アイドルアナ”を生み出していく。2000年の『チノパン』で千野志麻が、女子アナで初めて冠番組を持ち、「〇〇パン」と愛称で呼ばれる女子アナまで現れた。2000年代に入ると元アイドルやタレントたちが局のアナウンサーに起用される逆輸入現象も起きた。カメラ・フェースを考慮した採用は、テレビ時代とともに始まっていたが、女子アナが各テレビ局の看板になるに連れ、女子アナの採用基準として容姿を特に重要視するようになったといわれる。
女子アナウンサーは「女子アナ」と略されることが多いが、この略語を誰が最初に作ったのかは定かではない。「女性アナ」という言い方ではこれ以前からあった。頼近のフジテレビ移籍を報じた1981年当時の週刊誌には「女性アナ」という表記が多く使われている。初出と見られるのは『週刊宝石』1982年10月29日号。記事の見出しに「フジテレビの女子アナの目立ちたがり戦争花盛り 再び野球拳で脱いだ田丸、連日ゲームセンター通いの頼近、フジの看板娘山村、益田……。人気女子アナの奮闘ぶりは? 」と2度も「女子アナ」という言葉を使用している。同記事は田丸美寿々、頼近美津子、山村美智子を取り上げた記事だったが、記事本文には「女子アナ」という言葉は1度も使われず、「女性アナ」が5度、「美人アナ」が2度使われている。この半年前の同じ『週刊宝石』1982年4月17日号は田丸と頼近の2人を取り上げた「第2の田丸・頼近を目指すテレビ局の新人美女を全角度品さだめ！ ブラウン管に登場するフレッシュギャルを誌上紹介」というタイトルだったが、この号には「女子アナ」という言葉は使われていない。『週刊宝石』1982年10月29日号が初出か、或いは他のマスメディアが1982年春から秋にかけて使用して、それを『週刊宝石』が真似て使用したかは分からない。
1987年にフジテレビ出版から発行された同局アナウンサーを取り上げた書籍『アナ本』の中に「女子アナ」という表記が見受けられる一方で、2000年代・2010年代においてもニュースサイトなどで「女性アナ」と表記されることがある。「女子アナ」と「女性アナ」という表記が混在する記事もみられる。2001年には句点付きの『女子アナ。』と題するドラマまで制作された。
続編として1991年に発行された『アナ本2』では、当時「花の三人娘」と呼ばれた、有賀さつき、河野景子、八木亜希子に焦点が当てられた。1993年には、日本テレビの人気アナウンサー永井美奈子ら3人からなるユニット「DORA」が結成され、CDをリリースした。
女子アナウンサー路線はフジテレビ、次いで日本テレビが先行していたが、TBSには1993年に雨宮塔子が、1994年に進藤晶子が入社しそれぞれバラエティ番組とスポーツ番組で局の看板アナウンサーとなった。NHKには1994年に久保純子が入局し看板アナウンサーとなった。
1990年代後半から芸能事務所「セント・フォース」などは女性キャスター、リポーターに特化したマネージメント展開を行い、各局のニュース・ワイドショー番組に所属タレントを派遣。各局を退職したアナウンサーを所属タレントとして受け入れるほか、学生の所属タレントがその後、出演していた局のアナウンス職として採用される事例も存在し（本田朋子など）、さらには局との共同出資で芸能事務所（フォニックス）を設立するなど、局と事務所、相互の関係を深めている。
また、滝川クリステル（共同テレビ→フリー）、葉山エレーヌ→石田エレーヌ→葉山エレーヌ（日本テレビ）、加藤シルビアや小林悠（共にTBS）、ヒロド歩美（ABCテレビ）など、ハーフのアナウンサーが多く起用される傾向も見られる。外国人とのインタビューに際し通訳を介さず直接取材できる人材としての帰国子女や海外留学経験者と同等の理由で採用されているが、日本人のハーフに対するイメージから採用が多くなっているとも見られる。滝川、葉山（石田）などは当初は日本名で活動していたが、局のイメージ戦略のために意図的に外国名を名乗っており、タレント化の是非を巡る議論の一端となっている。
一方で、毎日放送などのように「女子アナ」の呼称を嫌う局も存在する。豊崎由里絵（毎日放送出身のフリーアナウンサー）によれば、自身が入社した際に「アナウンサーは接待をしない」、「『女子アナ』ではなく『女性アナウンサー』である」という旨を、豊崎が入社した当時のアナウンスセンター長加藤康裕から伝えられていた。その一方で、毎日放送では日本の放送局では初めてアナウンサーが全員出演するテレビ番組「あどりぶランド」を1984年から1998年まで放送しており、その後も流れを汲む企画や番組が都度行われてきた。この他、一部の地方局では「アナウンサーはタレントではない」という意識が根強く、放送業務のみに専念させて、地上デジタル放送推進大使にアナウンサーを任命しなかったなどの事例もある。

#### タレント化に関する論議
バラエティ番組やクイズ番組などで、社会的常識に欠ける発言や解答をするアナウンサーが時折見られる。これは「資質低下」だと厳しい指摘がされることもある。元日テレアナウンサーの石川牧子が「若者の読み書きの能力は年々低下している」「入社希望の学生の漢字テストの成績が良くない」と語っている他、日本テレビOBの福澤朗も自身のブログで、「非常に憂慮している」とした上で、「テレビはもうアナウンサーを必要としていない」と苦言を呈している。有賀さつきは、出演者の瞬間的なリアクションに、自分を含めた番組製作者らは台本にはない魅力を共有しており、自分もボケの役割をある程度進んで引き受けていたことや、社会的常識があるはずの局アナのイメージを逆手に取った、演出の一面があったことを明かしている。

## 兼業、副業、他職種への進出
日本の局アナウンサーは放送局の企画で歌手デビューをしたり（日本テレビの「DORA」、文化放送の「JOQgiRl」）、ドラマや映画にチョイ役の俳優として出演するという例も存在する（劇中の情報・報道番組に出演するキャスター役に起用されることもある）。
例外的ではあるが、局アナウンサーであっても、放送局同士のコラボレーション企画等により他局の番組に出演する例もある。この影響で局アナウンサーが裏番組と重複出演となる例もある（詳細は「小林麻耶」の項を参照）。その他、放送局同士の共同制作番組を放送する際、その広告に各局アナウンサーが勢揃いで出演することもある。また、東京オリンピックに向けて様々な局同士の連携がなされた。
本名で活動する者が多いが、中には芸名を用いる者も存在する（局アナ・フリーアナウンサー双方。ラジオの場合は「マイクネーム」と呼ばれることもある）。
局アナウンサーの中には会社への報告を行う事を条件として、講演会や結婚式の司会などの副業を行う者も存在する。有名になるに連れてだんだんとアルバイトでの収入も増え、所属局から貰う給料の倍以上の額を稼ぐ程になることもあるという。

テレビ局所属のアナウンサーはかつて水着着用で番組出演をする場面が見受けられたが、1990年代後半頃からは各局男女ともに水着姿での出演を規制するようになった（ただし、例外もある）。2015年現在、日本テレビの場合、アナウンサーを極めて高度な清廉性が求められる職種と位置づけている。

### 放送メディア以外の職業
後述のように、放送メディア以外の分野でアナウンス活動を行うものも存在する。後述以外にも「ラジオパーソナリティ」、「ディスクジョッキー」、「声優」、「ナレーター」、「朗読家」なども求められる資質が似ていることから、アナウンサー業と掛け持ちする例がある。

#### 選挙関連
選挙立候補者の応援演説や、選挙カーから候補者名や政策を連呼する活動が知られる。女性の場合、その声を鳥に例え「ウグイス嬢」と呼び、むしろ正式な呼称がない状態が生じている。男性の場合「カラス君」や「カラスボーイ」の俗称があるが、女性が一般的なのであまり使われない。

#### 場内アナウンス
アナウンスは英 announce 、announcement であるが、場内アナウンスとは、催し物の会場の中や駅の構内の人などに放送で呼びかけること。競技場やホールなどで、選手交代や演目などの案内を観客に告げる職業。
用例でみられるのは、『風ふたたび』(1951、永井龍男）に、野分かな「ざわめき立った客席へ、場内アナウンスが道原の名を呼びかけた」、『星のない街路』（1958、北社夫) 「さまざまな人種の旅人がバッグをさげて行きかっている。合間を案内を告げる場内アナウンスが縫ってゆく」など、使用されている。
女性の場合「ウグイス嬢」の俗称が、男性の場合は「スタジアムDJ」と称される場合がある。これらと意味合いの異なる場内アナウンスとして、競馬などの公営競技における場内実況（中央競馬におけるグリーンチャンネル等の他媒体向けの実況と同じ）を担当する職業もある。千葉ロッテマリーンズの谷保恵美は、プロ野球球団職員でありながら、その名調子で一世を風靡した。

#### リングアナウンサー
プロレス、ボクシングなどの格闘技において選手コール、進行業務などをするアナウンサー。実況アナウンサーとは異なる。

#### ナレーターコンパニオン
商品説明や司会進行を担当するイベントコンパニオン。